# Đắk Lắk FC
Der Đắk Lắk Footbal Club (vietnamesisch Câu lạc bộ Bóng đá Đắk Lắk) ist ein Fußballverein aus Buôn Ma Thuột, der in der zweithöchsten vietnamesischen Liga, der V.League 2, spielt.

## Erfolge
- Vietnamese Second League

Meister: 2002
Vizemeister: 2013

## Stadion
Seine Heimspiele trägt der Verein im Buôn Ma Thuột Stadium in Buôn Ma Thuột aus. Das Stadion hat ein Fassungsvermögen von 25.000 Personen.
Koordinaten: 12° 40′ 40″ N, 108° 2′ 33,1″ O

## Saisonplatzierung
| Saison | Liga       | Platz   | Vietnamese Cup |
| ------ | ---------- | ------- | -------------- |
| 2014   | V.League 2 | 6.      | Viertelfinale  |
| 2015   | V.League 2 | 5.      | Achtelfinale   |
| 2016   | V.League 2 | 6.      | 1. Runde       |
| 2017   | V.League 2 | 5.      | 1. Runde       |
| 2018   | V.League 2 | 4.      | 1. Runde       |
| 2019   | V.League 2 | 8.      | 1. Runde       |
| 2020   | V.League 2 | 10.     | 1. Runde       |
| 2021   | V.League 2 | Abbruch | Abbruch        |
| 2022   | V.League 2 | 12.     | 1. Runde       |